# Franck Solforosi

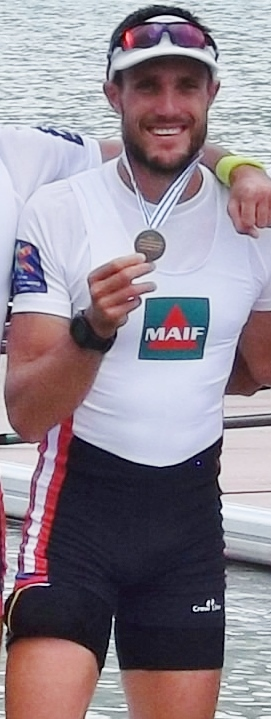
Franck Solforosi, 2015

Franck Solforosi (* 10. September 1984 in Lyon) ist ein französischer Leichtgewichts-Ruderer.

## Karriere
Der 1,84 m große Solforosi war 2002 Juniorenweltmeister im Vierer ohne Steuermann, 2003 gewann er bei den U23-Weltmeisterschaften Silber im Leichtgewichts-Vierer ohne Steuermann. In seiner ersten Saison in der Erwachsenenklasse gewann Solforosi auch seine erste Weltcup-Regatta, als er in Posen mit Franck Bussiere im Leichtgewichts-Zweier ohne Steuermann siegte. Bei den Ruder-Weltmeisterschaften 2004, die nur in den nicht-olympischen Bootsklassen ausgetragen wurden, ruderten Solforosi und Bussiere im französischen Leichtgewichts-Achter und gewannen in dieser Bootsklasse die Goldmedaille.
2005 stellten die Franzosen einen neuen Leichtgewichts-Vierer ohne Steuermann zusammen mit Franck Solforosi, Jean-Christophe Bette, Jeremy Pouge und Schlagmann Fabien Tilliet. Dieser neue Vierer siegte bei zwei Weltcup-Regatten und gewann den Titel bei den Weltmeisterschaften in Gifu. Im Jahr darauf siegte bei den Weltmeisterschaften in Eton der chinesische Vierer, die Franzosen erhielten die Silbermedaille. 2007 in München erruderten die Franzosen erneut die Silbermedaille, diesmal hinter den Briten. Bei den Olympischen Spielen 2008 belegte das Boot mit Guillaume Raineau auf Position 2 für Jeremy Pouge den vierten Platz hinter den Vierern aus Dänemark, Polen und Kanada.
2009 wurde der französische Vierer umbesetzt und belegte mit Solforosi als Schlagmann den vierten Platz bei den Weltmeisterschaften. Bei den Europameisterschaften drei Wochen später kehrten Tilliet und Bette noch einmal in den Vierer zurück und wurden gemeinsam mit Solforosi und Fabrice Moreau Europameister. 2010 erreichte der französische Vierer mit Solforosi den sechsten Platz bei den Europameisterschaften und den siebten Platz bei den Weltmeisterschaften. Mit einem zehnten Platz bei den Weltmeisterschaften 2011 und dem siebten Platz bei den Olympischen Spielen 2012 ruderte die Crew des französischen Leichtgewichts-Vierers auch in den nächsten beiden Jahren nicht in die vorderen Plätze. Erst 2013 fand der Vierer mit der Bronzemedaille bei den Europameisterschaften und dem vierten Platz bei den Weltmeisterschaften wieder Anschluss an die Weltspitze. 2014 wiederholte sich das Ergebnis: Bronzemedaille bei den Europameisterschaften und vierter Platz bei den Weltmeisterschaften. 2015 belegte der französische Vierer mit Thibault Colard, Guillaume Raineau, Thomas Baroukh und Franck Solforosi den zweiten Platz bei den Europameisterschaften hinter dem Boot aus der Schweiz und vor den Dänen. Bei den Weltmeisterschaften vor heimischem Publikum auf dem Lac d’Aiguebelette siegten die Schweizer vor den Dänen, der französische Vierer erhielt die Bronzemedaille. Ein Jahr darauf gewannen bei den Olympischen Spielen in Rio de Janeiro erneut die Schweizer vor den Dänen und den Franzosen. Für seinen Medaillengewinn erhielt er am 30. November 2016 das Ritterkreuz des Ordre national du Mérite.